# Australia ai Giochi della III Olimpiade
L'Australia partecipò ai Giochi della III Olimpiade che si sono svolti a Saint Louis dal 1º luglio al 23 novembre 1904, con una delegazione di 2 atleti impegnati in una disciplina.

## Risultati

### Atletica leggera
| Evento             | Pos.  | Atleta           | Batterie                   | Finale    |
| ------------------ | ----- | ---------------- | -------------------------- | --------- |
|                    |       |                  |                            |           |
| 110 metri ostacoli | 5°-7° | Corrie Gardner   | Sconosciuto 4°, batteria 1 | Eliminato |
| 110 metri ostacoli | 5°-7° | Leslie McPherson | Sconosciuto 3°, batteria 2 | Eliminato |
|                    |       |                  |                            |           |

| Evento         | Pos.   | Atleta           | Finale      |
| -------------- | ------ | ---------------- | ----------- |
|                |        |                  |             |
| Salto in lungo | 7°-10° | Corrie Gardner   | Sconosciuto |
| Salto in lungo | 7°-10° | Leslie McPherson | Sconosciuto |
|                |        |                  |             |